# Quando eravamo i padroni del mondo
Quando eravamo i padroni del mondo. Roma: l'impero infinito è un saggio dell'autore italiano Aldo Cazzullo del 2023.
Uscito in Italia nel mese di settembre, a fine anno aveva già venduto oltre 200 000 copie.
Il libro è stato tradotto in tedesco, francese, spagnolo e portoghese.

## Contenuto
L'autore fa un excursus su alcuni dei personaggi e dei periodi cruciali della storia di Roma mostrando analogie e differenza con il mondo e la società odierni. La sua tesi è che la chiave della grandezza dell'antica Roma, finché è durata, stava nella sua capacità di cogliere lo spirito del tempo e di rinnovarsi di conseguenza.

### Roma non è mai caduta
L'autore apre l'introduzione con la frase "Roma non è mai caduta" in quanto ritiene che i valori di fondo della civiltà romana continuino a permeare profondamente l'attuale civiltà occidentale.

### 1.ENEA. Il mito della fondazione
L'autore rievoca la figura di Enea e considera l'influenza che il poema a lui dedicato dal poeta Virgilio ebbe nella cultura occidentale lungo i secoli.

### 2.MORIRE PER LA PATRIA. Il mito della Repubblica
L'autore considera brevemente l'età regia di Roma e si sofferma sulla nascita della Repubblica, di cui riassume la storia fino al II secolo a.C. e su ciò che significava la condizione di cittadino.

### 3.RIVOLUZIONARI E GOLPISTI. Il sogno di Spartaco e l'incubo di Catilina
In questo capitolo, l'autore tratta diversi personaggi che per vari motivi misero in questione lo status quo della Repubblica: Spartaco (approfittandone per fare diverse considerazioni sulla schiavitù), i Gracchi e Catilina.

### 4.CESARE. Il mito della vittoria
L'autore traccia un ritratto di Gaio Giulio Cesare sul piano umano, politico e personale, sottolineandone gli aspetti geniali e le debolezze e riconoscendolo come colui che gettò le basi per l'Impero

### 5.AUGUSTO. Il mito del potere
L'autore si occupa quindi del successore di Cesare, il suo pronipote Ottaviano che sarà poi chiamato "Augusto"  e sarà il primo imperatore. Ne evidenzia analogie e differenze, considerandolo meno geniale ma dalla linea politica di maggior successo. Gli imperatori successivi della dinastia giulio-claudia non sarebbero riusciti ad eguagliarlo, tuttavia il governo di Tiberio sarebbe stato tutt'altro che disprezzabile.

### 6.COSTANTINO. L'impero cristiano
Dopo aver sostanzialmente saltato gli imperatori del II e il III secolo, ci si sofferma su Costantino. L'autore considera che l'editto di tolleranza da lui emesso, che rese possibile dare una posizione di riguardo al cristianesimo, sia stato un segno di adeguamento ai tempi che cambiavano, che permise di integrare pienamente nella società dell'impero la religione cristiana in pieno sviluppo e trasformarla da fattore destabilizzante in punto di forza.

### 7.L'IMPERO INFINITO. Il volo dell'aquila da Giustiniano a Zuckerberg
L'autore fa notare che diversi imprenditori di successo in ambito informatico, quali Mark Zuckerberg, Elon Musk, Bill Gates e Steve Jobs si sono dichiarati ammiratori dell'antica Roma, in quanto questa in qualche modo aveva precorso le odierne reti informatiche. Considera anche gli stati che in diversi modi si proclamarono successori di Roma: l'Impero bizantino (di cui rievoca la figura di Giustiniano), il Sacro Romano Impero di Carlo Magno, la Firenze del Rinascimento, la Repubblica di Venezia, l'Impero Russo (con Mosca come Terza Roma), l'Italia fascista, l'Impero napoleonico, l'Impero britannico (con l'influenza che la storia romana ebbe sulle opere di Shakespeare) e gli Stati Uniti d'America.

### 8.ROMA VIVE. Marguerite Yourcenar, Liz Taylor e Asterix
L'autore considera l'influenza dell'antica Roma nella cultura del Novecento, sia quella "alta" (facendo l'esempio del romanzo Memorie di Adriano dell'autrice francese Marguerite Yourcenar) che in quella "popolare", con i film (di diverso valore artistico) che vi sono stati ambientati e i fumetti, uno per tutti Asterix di Goscinny e Uderzo.

## Edizioni
- Aldo Cazzullo, Quando eravamo i padroni del mondo. Roma: l'impero infinito, Milano, HarperCollins, 2023, ISBN 9791259853103.
- Aldo Cazzullo, Quando eravamo i padroni del mondo. Roma: l'impero infinito, Milano, Mondolibri, 2024, ISBN non esistente.